# Movimento Árabe de Azauade

Bandeira do grupo.

Movimento Árabe de Azauade (em árabe: الحركة العربية الأزوادية, em francês:  Mouvement arabe de l’Azawad; MAA) é uma organização militar árabe ativa em Azauade / norte do Mali. Inicialmente conhecida como Frente de Libertação Nacional de Azauade (em francês:  Front de libération nationale de l'Azawad; FLNA), foi formada no início de 2012, durante a rebelião tuaregue de 2012. O Movimento Árabe de Azauade afirma ser uma organização secular, não-terrorista, cujo objetivo principal é defender os interesses dos povos árabes do norte do Mali. Afirma estar disposta a "trabalhar com a França contra o terrorismo, o tráfico de drogas e o crime organizado" na região. O grupo apela à concessão de autonomia substancial ao norte do Mali.